# 三尖角鯊屬
三尖角鯊屬為已滅絕的板鰓亞綱基群演化支，屬於亮齒鯊類，生存於泥盆紀晚期至石炭紀晚期的全球海域，其模式種為Thrinacodus nanus，本屬大多數物種目前僅有發現牠們的三尖齒化石。原先被認為屬於尖喙鰻鯊屬（Thrinacoselache）的T. gracia，化石發現於謝爾普霍夫期時期的美國蒙大拿州熊谷石灰岩礦床，是迄今為止唯一發現保留有全身骨架的三尖角鯊屬物種。從化石上可以發現，T. gracia具有細長，與現存鰻魚類似的身體，體長約1米（3英尺3英寸），並具備同樣細長的吻突。T. gracia的胃部內容物包含了甲殼類的殘骸以及小型軟骨魚綱的遺骸，分別屬於刺突鮫屬及鐮鰭鯊屬。